# Primulina polycephala
Primulina polycephala là một loài thực vật có hoa trong họ Tai voi (Gesneriaceae). Loài này có ở Quảng Đông (Trung Quốc); được Trần Hoán Dong mô tả khoa học đầu tiên năm 1946 dưới danh pháp Didymocarpus polycephalus. Năm 1981, W.T.Wang chuyển nó sang chi Chirita. Năm 2011, Mich.Möller & A.Weber chuyển nó sang chi Primulina.